# Ernest Jones

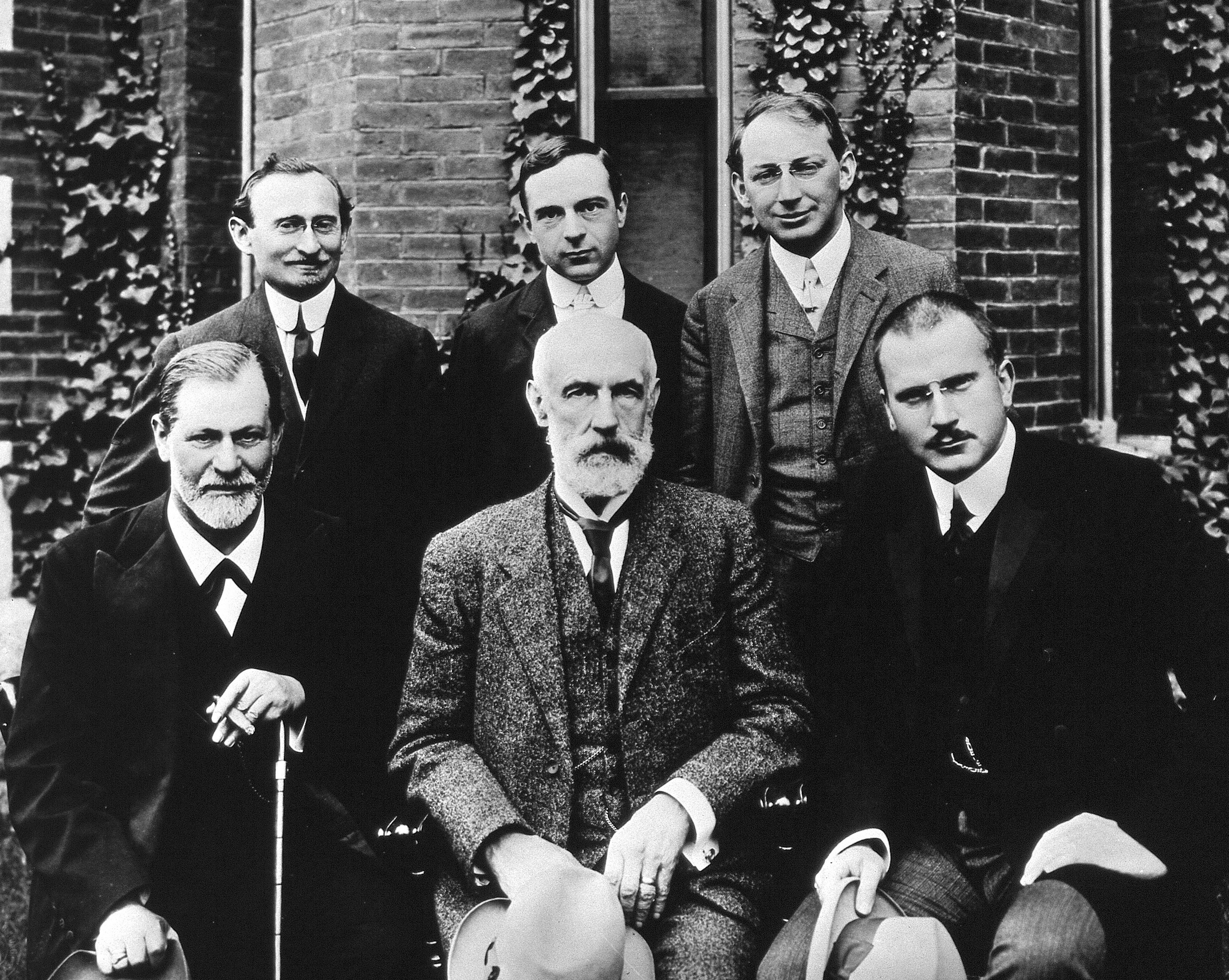
Foto di gruppo del 1909 davanti alla Clark University. Davanti: Sigmund Freud, G. Stanley Hall, Carl Gustav Jung. Seconda fila: Abraham A. Brill, Ernest Jones, Sándor Ferenczi.

Alfred Ernest Jones (Glamorgan, 1º gennaio 1879 – Londra, 11 febbraio 1958) è stato un neurologo e psicoanalista britannico, pioniere della psicoanalisi e biografo di Sigmund Freud.

## Gli studi di medicina
Appartenente a una famiglia della piccolo-media borghesia gallese (il padre era ingegnere minerario), Alfred Ernest Jones compì gli studi liceali a Swansea, per poi studiare a Cardiff e laurearsi nel 1900 in medicina all'University College (Londra) dove ricevette la medaglia d'oro in ostetricia. Indirizzò quindi i suoi interessi alla medicina interna, alla chirurgia, alla neurologia e alla psichiatria. Dopo l'ammissione al Royal College of Physicians nel 1904, ebbe vari incarichi ospedalieri e pubblicò numerosi articoli sulla neurologia del bambino e dell'adulto.
Nel 1906 assieme all'amico Wilfred Ballen Lewis Trotter, con il quale divideva l'appartamento a Londra e che diventerà marito di sua sorella Elisabeth, scoprì gli scritti di Freud (dapprima attraverso il caso di Dora). Fu così quindi che si formò, come ricorda la sua autobiografia: "la profonda impressione che ci fosse un uomo a Vienna che effettivamente ascoltava con attenzione ogni parola che i suoi pazienti gli dicessero ... una differenza rivoluzionaria rispetto all'atteggiamento dei medici precedenti" (Jones 1959, p. 159).
L'ambiente scientifico-medico dell'età edoardiana era profondamente ostile alla teoria freudiana e i primi tentativi di Jones di impiegare l'introspezione psicoanalitica e l'ipnosi nella sua attività clinica si dimostrarono poco accorti. Nel 1906 fu processato e assolto per le accuse di condotta impropria con gli studenti in una scuola di Londra. Nel 1908, dopo aver dimostrato la memoria repressa sessuale alla base della paralisi isterica del braccio d'una giovane, dovette affrontare le accuse da parte dei genitori della ragazza e fu costretto a dimettersi dal suo posto in ospedale.
Jones poté appoggiarsi emotivamente ed economicamente alla sua amante Loe Kann, ricca emigrata olandese, incontrata a Londra per la prima volta nel 1906. Il loro rapporto si concluderà nel 1913.
Intanto nel 1907 si era recato a Monaco di Baviera per prendere contatto con la neurologia e la psichiatria tedesca, presso la clinica del celebre Emil Kraepelin.

## L'incontro con la psicoanalisi
L'impatto con la psicoanalisi determinò un cambiamento profondo nella sua vita. La sua idea consisteva nel rendere la psicoanalisi un mezzo attraverso il quale l'uomo può servirsi dell'inconscio, oltre che della coscienza.
Nell'aprile 1908 si recò in Austria assieme a Jung e ad Abraham Arden Brill con l'intento di partecipare al primo "Congresso di Psicoanalisi" a Salisburgo, e in quell'occasione incontrò per la prima volta Freud. Dal suo primo soggiorno viennese nacque l'idea di diffondere le opere di Freud nel mondo scientifico anglo-americano. Fu del medesimo anno uno studio redatto e presentato al Congresso di Salisburgo, nel quale Jones creò il termine "razionalizzazione", che verrà accettato da Freud e entrerà a far parte del lessico psicoanalitico.
Ritornato a Londra, era ormai avviato a una brillante carriera clinica quando, come racconta Franz G. Alexander, "uno sfortunato incidente lo espose alla falsa accusa d'essere un delinquente sessuale. Sebbene risultasse innocente, i sospetti sollevati dall'accusa gli fecero accettare volentieri un'occasione che gli era stata offerta di emigrare". Della vicenda parla lo stesso Jones nel libro autobiografico Free Associations (1959), che riferisce due circostanze nelle quali fu addirittura sospettato d'usare attenzioni sessuali verso i bambini, attribuendo soprattutto il secondo degli episodi a imperizia nel trattare verbalmente questioni di eziologia sessuale con pazienti in età pediatrica. Costretto a dare le dimissioni dopo il secondo episodio, Jones si trasferì in Canada nel 1908.
A Toronto ottenne il posto di direttore della nuova Clinica di Psichiatria della facoltà di medicina dell'Università di Toronto. Diventò anche redattore capo della rivista "Journal of Abnormal Psychology", diretta dal medico e psicologo Morton Prince, entrando in contatto con i maggiori psichiatri americani e contribuendo nel 1910 alla fondazione dell'American Psychoanalytic Association.
Durante il periodo canadese, Jones mantenne i contatti con Freud, partecipando alla visita che, su invito di G. Stanley Hall, Freud compì assieme a Jung e a Sándor Ferenczi alla Clark University di Worcester (Massachusetts), per essere insignito di una laurea honoris causa.
Nel 1913, Jones chiese a Freud di essere analizzato da lui, ma viene "dirottato" su Ferenczi con il quale compì, secondo l'usanza dei tempi, una breve analisi personale (Freud accettò di analizzare invece Loe Kann, con la quale però Jones aveva già interrotto la relazione).
Nello stesso anno, si ristabilì definitivamente a Londra dove fondò la London Society of Psychoanalysis costituita da circa una dozzina di psicoanalisti tra cui i medici David Eder e Douglas Bryan. La Società ebbe vita breve, perché un buon numero di suoi aderenti decise di seguire Jung nel momento della drammatica scissione che seguì il suo conflitto con Freud.
L'irrompere della prima guerra mondiale scoraggiò ogni tentativo di riorganizzare gli psicoanalisti inglesi. Ricostituita con il nome di British Psychoanalytic Society nel 1919 e fondato il giornale internazionale di psicoanalisti per opera di Jones, la nuova Società prevedeva una rigida selezione dei nuovi associati. Ciononostante essa crebbe e nel 1925 contava già 54 psicoanalisti di professione. Dopo la defezione del "principe ereditario" Jung, il tema della successione non trovò forme per uscire all'esterno, sia a causa della grande devozione che gli allievi più intimi avevano per la figura del Maestro, sia per le precarie condizioni di quest'ultimo, che per molto tempo fecero temere, a breve termine, il peggio. Di certo Jones, uomo ambizioso e dotato di grandi doti politiche e organizzative non si trovò nella posizione di successore naturale, anche se, la sua condizione di "non-ebreo" suppliva in parte, agli occhi di Freud, al vuoto anche politico venuto a determinarsi con l'allontanamento di Jung (è noto che Freud temeva che la psicoanalisi assumesse connotazioni troppo "ebraiche") a causa della predilezione che Freud ebbe sempre per Ferenczi, al punto di sognare per quest'ultimo il matrimonio con la figlia Mathilde e, d'altro canto, scoraggiando le velleità di Jones nei confronti di Anna.
Nel 1917 intanto Jones aveva sposato la compositrice gallese Morfydd Llwyn Owen che morì diciotto mesi dopo per le complicazioni di un intervento chirurgico di appendicite.
Nel 1919, a Zurigo, Jones incontrò e sposò Katherine Jokl, un'ebrea laureata in economia, originaria della Moravia, che era stata a Vienna compagna di scuola delle figlie di Freud. Ebbero quattro figli e rimasero felicemente sposati.
Nonostante la non immediata simpatia nei confronti di Jones (testimoniata anche dalla corrispondenza Freud-Jung), Freud si affidò sempre di più a lui nell'organizzazione del movimento, a causa delle sue indubbie doti politico-organizzative, che non gli impedivano tuttavia di far emergere tratti non sempre gradevoli del suo carattere.
Jones ebbe un ruolo di primo piano nell'organizzazione dell'immigrazione in Inghilterra degli psicoanalisti in fuga dall'avanzata nazista. Aiutò anche Melanie Klein a installarsi a Londra. In occasione della controversia che oppose quest'ultima ad Anna Freud, parteggiò nettamente per la Klein, incorrendo così nella disapprovazione di Freud che però, ormai anziano e ammalato, rinunciò a far pesare la propria autorità sul confronto delle due donne, che invece continuò anche dopo la sua scomparsa. Jones fondò l'"International Journal of Psycho-analysis" che diresse dal 1920 al 1939, e mantenne ininterrottamente la presidenza dell'International Psychoanalytical Association dal 1932 al 1949.
Ad opera di alcuni storici della psicoanalisi d'indiscussa onestà intellettuale (ad esempio Paul Roazen, Judith Dupont, André Haynal, Carlo Bonomi) la figura di Jones è oggi soggetta a critiche sia sul piano della lealtà nei rapporti personali: fu lui a diffondere, in Sigmund Freud. Life and Work (1957), le false dicerie (che Roazen definisce "inventate di sana pianta") sulla presunta psicosi di Ferenczi, e anche sul piano del rigore e dell'obbiettività di storico, se si considera che la sua biografia di Freud è spesso considerata viziata da troppi silenzi sulle questioni controverse che travagliarono la vita del Movimento psicoanalitico, e da prese di posizione troppo unilaterali e interessate a difendere una posizione personale che non fu certo esente da un alto grado di competitività e di avidità di potere, secondo quanto viene detto da Roazen.

## Gli scritti
A parte la grande biografia monumentale su Freud in tre volumi, terminata poco prima della morte, egli scrisse una grande quantità di brevi saggi di psicoanalisi applicata all'arte, alla letteratura, all'antropologia, al folclore e alla religione, riuniti nella raccolta Essays on Applied Psycho-analysis, pubblicata nel 1948. A Jones va un altro grande merito, quello d'aver introdotto il concetto di aphanisis, sviluppato nel testo Timore, la colpevolezza e l'odio. Questa parola indica la scomparsa del desiderio sessuale; infatti, secondo lo psicoanalista tale paura sarebbe presente sia nell'uomo, come conseguenza del complesso di castrazione, che nella donna, creata invece dall'angoscia dell'abbandono e della separazione. Quindi l'uomo per evitare di provare dolore, derivante dal mancato soddisfacimento del proprio desiderio, rinuncia all'oggetto della propria sessualità.
Per quanto riguarda i saggi di psicoanalisi applicata alla religione esordì nel 1913 con Il complesso di Dio, cui seguì Il concepimento della Madonna attraverso l'orecchio che mette ulteriormente in luce l'enorme erudizione di questo psicoanalista anche in materia religiosa, benché Ernest Jones fosse risolutamente ateo come il suo maestro Sigmund Freud.
Fece seguito, nel 1923, Uno studio psicoanalitico sul concetto di Spirito Santo.
Del 1925 è invece una proposta di interpretazione psicoanalitica del caso di Teresa di Lisieux che allora stava aumentando in popolarità tra i cristiani come nessun altro santo: una proposta che verrà raccolta dalla sua allieva Iseult F. Grant Duff che di lì a poco pubblicherà sulla rivista "Imago" (diretta dallo stesso Freud) come sviluppo dell'intuizione di base suggeritale da Jones sul "caso clinico" della santa. Nel 1930 è la volta di un saggio dove espone alcune sue riflessioni che via via aveva maturato sui rapporti tra "Psicoanalisi e religione cristiana".
Altri saggi di notevole importanza sono On the Nightmare (1910), all'interno del quale descrive la sua teoria sessuale a proposito dell'incubo, parlando di diavoli, vampiri e streghe (che colpì la fantasia dell'"Uomo dei Lupi"), Psicologia del quislingismo (1940), sul collaborazionismo alla tirannia nazista, che solleva importanti questioni in materia di psicologia delle masse, e Hamlet and Oedipus (1949).

## Opere
- Papers on Psycho-Analysis, London: Balliere Tindall & Cox, 1912; nuove ed. 1918; 1923; 1938; 1948
  - Teoria del simbolismo: scritti sulla sessualità femminile e altri saggi, trad. Jean Sanders, Roma: Astrolabio, 1972
- Treatment of the Neuroses, London: Balliere Tindall & Cox, 1920
  - Il trattamento delle nevrosi, trad. Piergiorgio Terzi, Roma: Astrolabio, 1973
- Essays in Applied Psycho-Analysis, London: International Psycho-Analytical Press, 1923; nuova ed. London: Hogarth Press, 1951
  - Saggi di psicoanalisi applicata, trad. Margherita Novelletto Cerletti, introduzione di Fabio Zambonelli, Bologna: Guaraldi, 1971-72 (2 voll.: 1. Estetica, sociologia, politica, 2. Folklore, antropologia, religione)
- Social Aspects of Psycho-Analysis: Lectures Delivered under the Auspices of the Sociological Society (a cura di), London: Williams and Norgate, 1924
- Psycho-Analysis, London: E. Benn, 1928; nuova ed. come What is Psychoanalysis?, London: Allen & Unwin, 1949
  - Che cos'e la psicoanalisi?, trad. Vera Nozzoli, a cura di Alberto Marzi, Firenze: Ed. Universitaria, 1950; 1954; Firenze: Giunti-Barbera, 1968; 1980; Firenze: Giunti 2002; 2009
- On the Nightmare, London: Hogarth Press and Institute of Psycho-Analysis, 1931 
  - Psicoanalisi dell'incubo, trad. Gianna Tornabuoni, Roma: Newton Compton, 1978
- The Elements of Figure Skating, London: Methuen, 1931; nuova ed. London: Allen and Unwin, 1952
- Hamlet and Oedipus London: V. Gollancz, 1949
  - Amleto e Edipo, trad. Marisa Caruso De Vidovich, con il saggio "Amleto e Freud" di Jean Starobinski, a cura di Paolo Caruso, Milano: Il Formichiere, 1975; Milano: Mondadori, 1987; Milano: ES, 2008
- Sigmund Freud: Life and Work, vol. 1: The Young Freud 1856-1900, London: Hogarth Press, 1953
- Sigmund Freud: Life and Work, vol. 2: The Years of Maturity 1901-1919, London: Hogarth Press, 1955
- Sigmund Freud: Life and Work, vol. 3: The Last Phase 1919-1939, London: Hogarth Press, 1957
  - Vita e opere di Freud, trad. Arnaldo Novelletto e Margherita Cerletti Novelletto, Milano: Il Saggiatore, 1962-64 (3 voll.: 1. Gli anni della formazione e le grandi scoperte 1856-1900, 2: Gli anni della maturità 1901-1919, 3: L'ultima fase 1919-1939); nuove ed. 1966; Milano: Garzanti, 1977; Milano: Il Saggiatore 1995
- Sigmund Freud: Four Centenary Addresses, New York: Basic Books, 1956
  - La psicologia di Freud e altri saggi, trad. Valeria Giordano e Paolo Maria Ricci, Roma: Newton Compton, 1973
- Free Associations: Memories of a Psycho-Analyst, London: Hogarth Press, 1959
  - Memorie di uno psicoanalista, trad. Sibylla Reginelli, Roma: Astrolabio, 1974
- Sigmund Freud: Life and Work, ed. ridotta in un volume a cura di Lionel Trilling e Steven Marcus, New York: Basic Books, 1961
  - Vita e opere di Sigmund Freud, ed. ridotta, trad. Arnaldo Novelletto, Milano: Il Saggiatore, 1973; 2000
- The Complete Correspondence of Sigmund Freud and Ernest Jones: 1908-1939, a cura di R. Andrew Paskauskas, introduzione di Riccardo Steiner, Cambridge: Harvard U.P., 1993
  -  Corrispondenza, 1908-1939 (2 voll.: 1. 1908-20, 2. 1921-39), (con Sigmund Freud), a cura di R.A. Paskauskas, introduzione di R. Steiner, presentazione italiana di Franco Borgogno, trad. C. Ranchetti, Collana Gli archi, Torino, Bollati Boringhieri, 2001, ISBN 978-88-3391-263-9.